# 丹陽駅 (江蘇省)

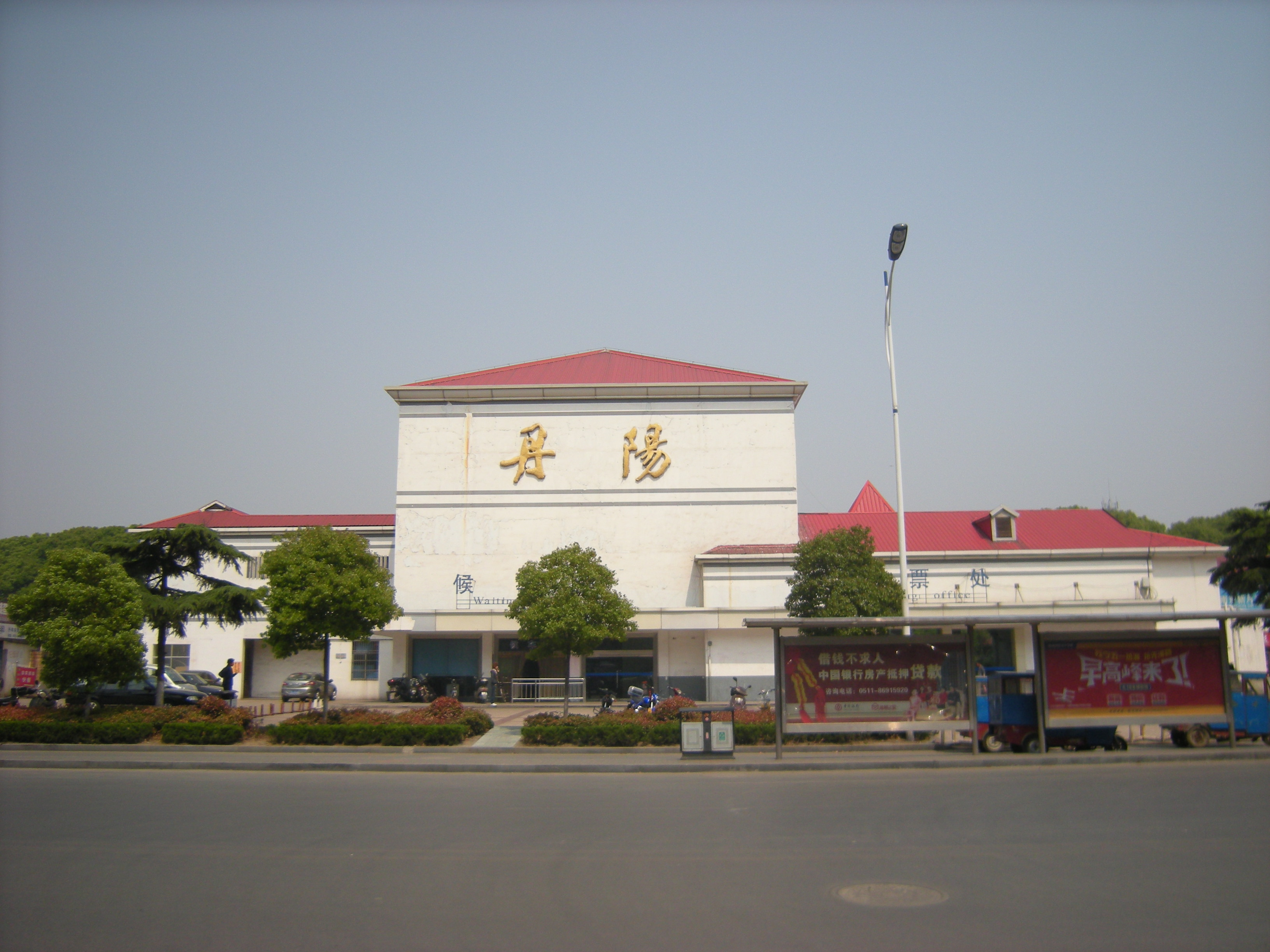
旧駅舎

丹陽駅（たんようえき）は中華人民共和国江蘇省鎮江市丹陽市に位置する中国国鉄上海鉄路局が管轄する駅である。滬寧都市間鉄道の駅が建設され、京滬線より高いレール面上高さ1.2mのホームが設置されている。

## 所属路線
- 中国国鉄
  - 京滬線：北京駅より1254km、上海駅まで209km
  - 滬寧都市間鉄道：上海駅より210km、南京駅まで91km

## 駅構造
- 単式ホーム1面、島式ホーム2面の地上駅である。

## 利用状況
本駅は京滬線の旅客、貨物を扱う二等駅である。かつては列車区が所在し多くの列車が停車していたが、2003年に鎮江駅の列車区と統合、廃止され、また列車の高速化の進展もあり、往時より発着本数は減少傾向にある。
2010年4月現在、各種別を含め毎日60本余りの旅客列車が発着する。

## 歴史
- 1907年 - 開業した[3]。
- 1949年 - 国共内戦が終了後に戦争で破壊された駅を建て直した[3]。
- 1989年1月20日 - 元の駅舎の北側に新しい駅舎を建てた[4]。
- 2007年 - 4月18日の第六次大提速（速度向上のダイヤ改正）以後に駅舎を更新改造した[3]。
- 2010年7月1日 - 滬寧都市間鉄道開業。

## 隣の駅
中国国鉄
京滬線
三山駅 - 丹陽駅 - 陵口駅
滬寧都市間鉄道
丹徒駅 - 丹陽駅 - 陵口駅(予定) - 呂城駅(予定) - 奔牛東駅(予定) - 新閘東駅(予定)  - 常州駅